# Мизюк, Роман Владимирович
Рома́н Влади́мирович Мизю́к (род. 31 декабря 1972 года, УССР) — российский физик, специалист в области физики элементарных частиц. Член-корреспондент РАН (2016).

## Биография
Родился 31 декабря 1972 года на Украине.
В 1990—1996 годах учился в Московском физико-техническом институте (МФТИ), затем до 1999 года там же в аспирантуре.
С 1999 по 2015 год работал в Институте теоретической и экспериментальной физики (ИТЭФ).
В 2006 году — защитил кандидатскую диссертацию, тема: «Поиск новых барионов в эксперименте Belle», в 2015 году — защитил докторскую диссертацию, тема: «Кварконий и кваркониеподобные состояния».
В феврале 2016 года — присвоено почётное учёное звание профессора РАН.
В октябре 2016 года — избран членом-корреспондентом РАН по Отделению физических наук.
В настоящее время — главный научный сотрудник Физического института имени П. Н. Лебедева (ФИАН).

## Общественная позиция
В феврале 2022 года подписал открытое письмо российских учёных и научных журналистов с осуждением вторжения России на Украину и призывом вывести российские войска с украинской территории.

## Научная деятельность
Р. В. Мизюк — специалист в области физики элементарных частиц, автор свыше 350 научных публикаций, в том числе двух монографий. Его работы суммарно процитированы свыше 9000 раз, индекс Хирша — 51 (данные РИНЦ, 2018 год).
Основные результаты, полученные при участии Р. В. Мизюка:
- обнаружены экзотические многокварковые состояния Zb(10610) и Zb(10650), показано, что по структуре эти состояния представляют собой слабо связанные пары, соответственно, B-анти-B* и B*-анти-B* мезонов — тем самым надёжно подтверждено существование экзотических адронов;
- открыты 2S, 1P и 2P спин-синглетные состояния в системе связанных b-анти-b кварков (уровни боттомония eta_b(2S), h_b(1P) и h_b(2P));
- обнаружены состояния Zc(4050), Zc(4200), Zc(4250) с экзотическим кварковым составом c-анти-c-u-анти-d в результате амплитудного анализа трёхчастичных распадов B мезонов;
- измерены спин и чётность очарованного бариона Lambda_c(2880), обнаружен изотриплет очарованных барионов Sigma_c(2800), «закрыт» кандидат в пентакварки Theta(1540).

Параллельно с научной работой, Р. В. Мизюк преподаёт на кафедре физики элементарных частиц МФТИ и на кафедре экспериментальной ядерной физики и космофизики МИФИ.